# Habronattus
Genre
Habronattus est un genre d'araignées aranéomorphes de la famille des Salticidae.

## Distribution
Les espèces de ce genre se rencontrent en Amérique. Habronattus tarsalis a été introduite à Hawaï.

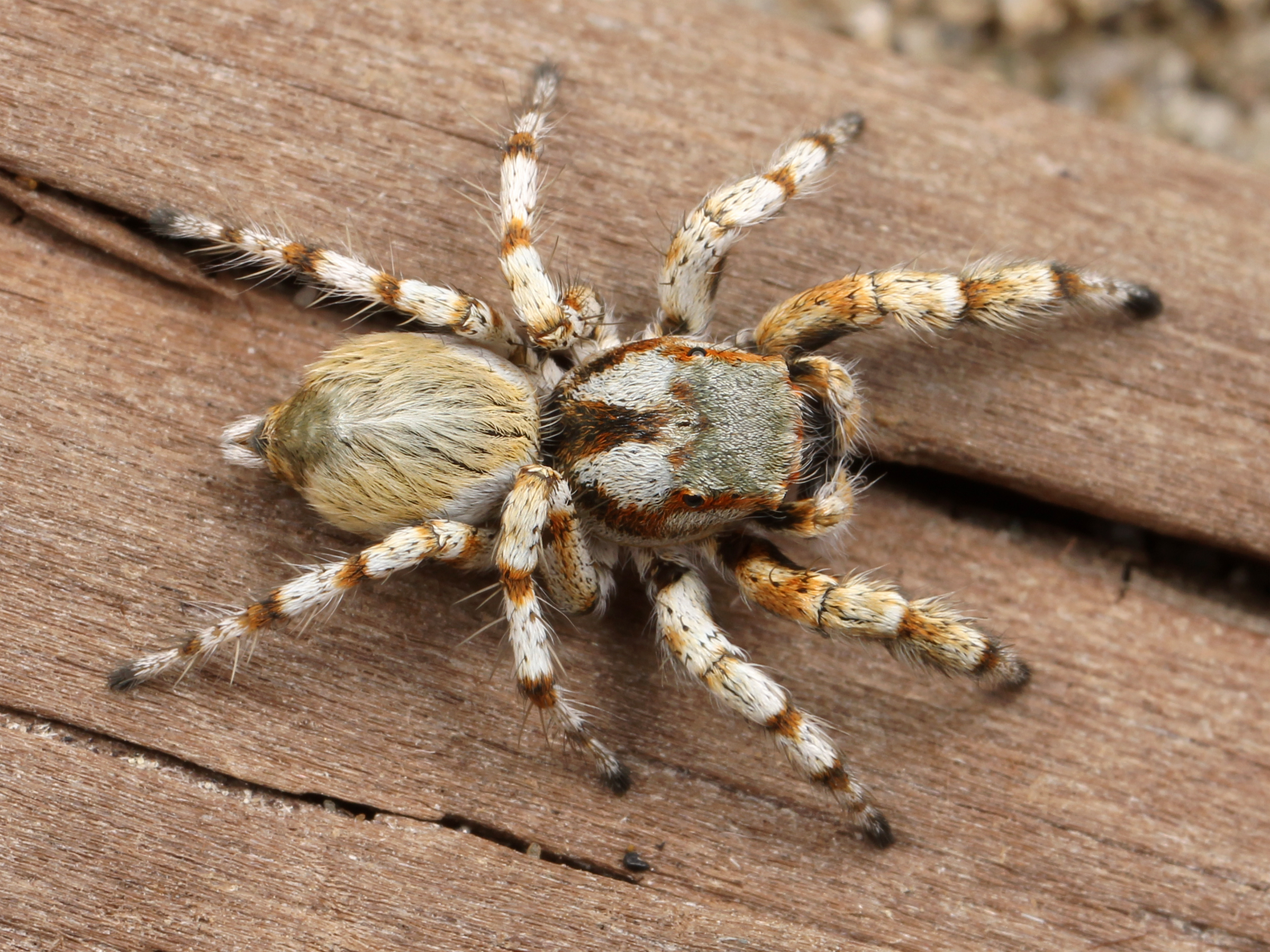
Habronattus amicus

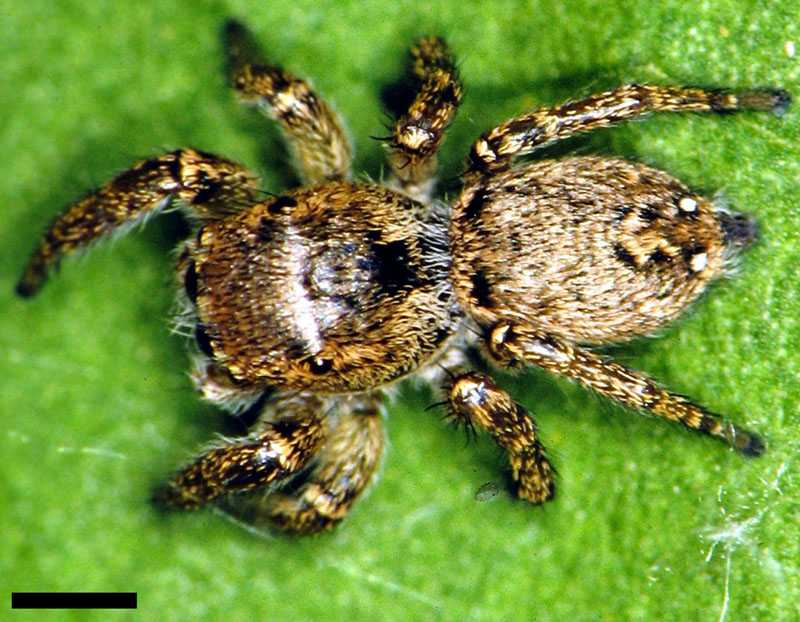
Habronattus brunneus

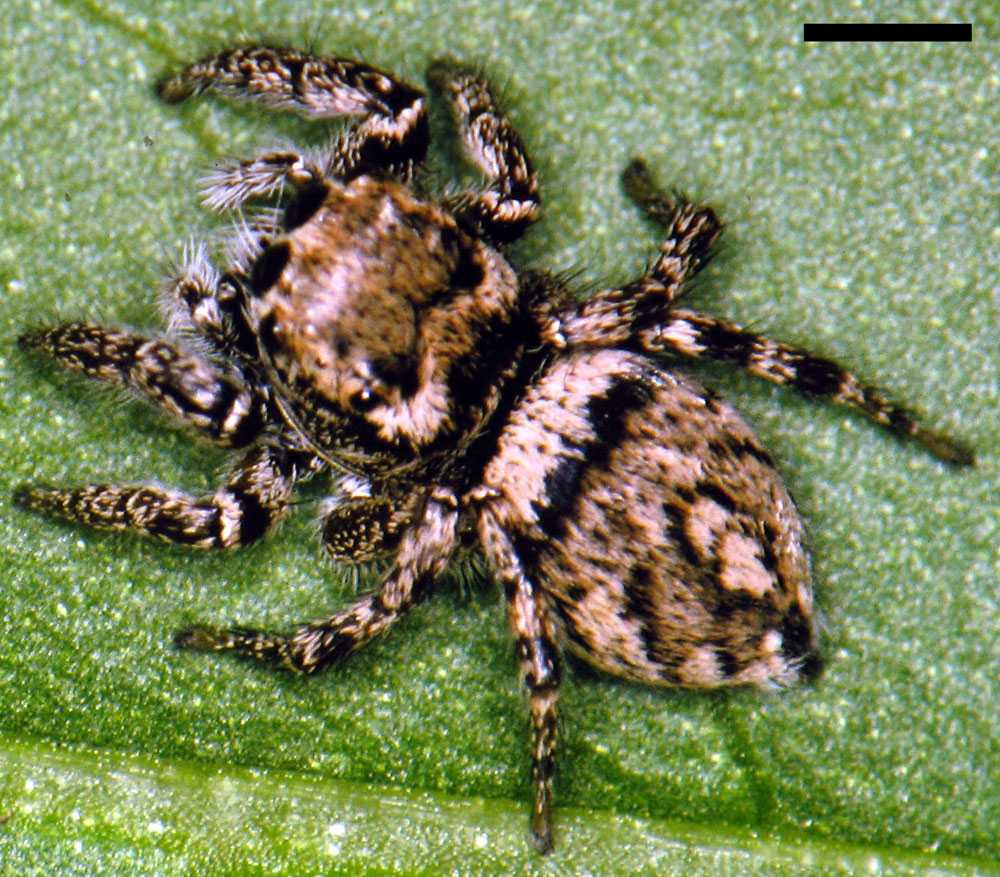
Habronattus carolinensis

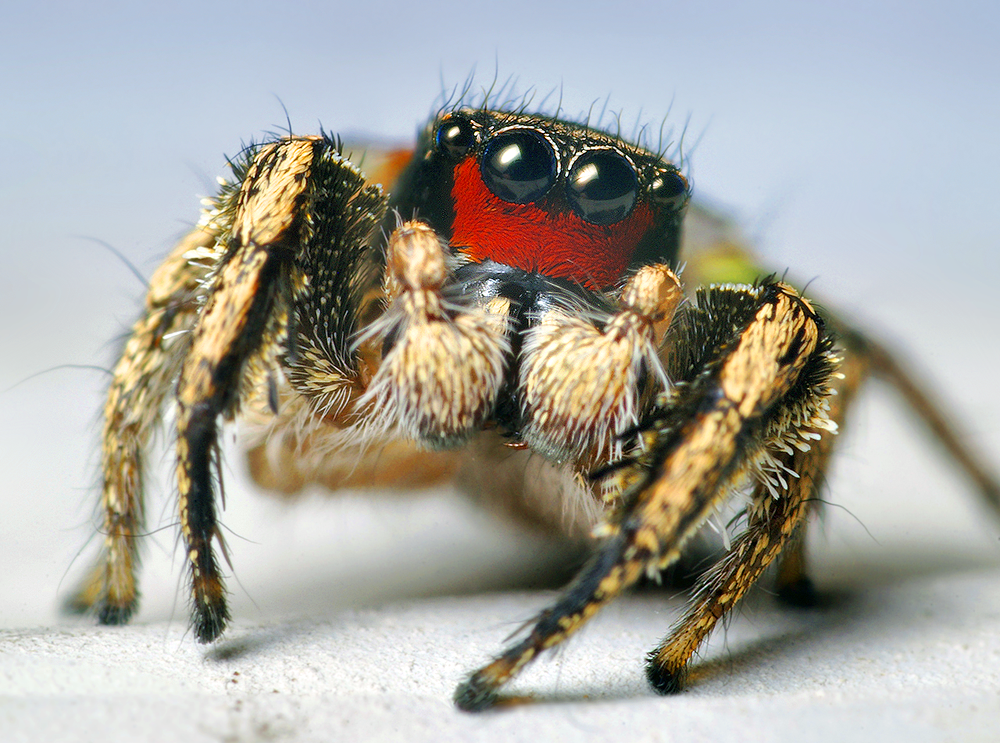
Habronattus coecatus

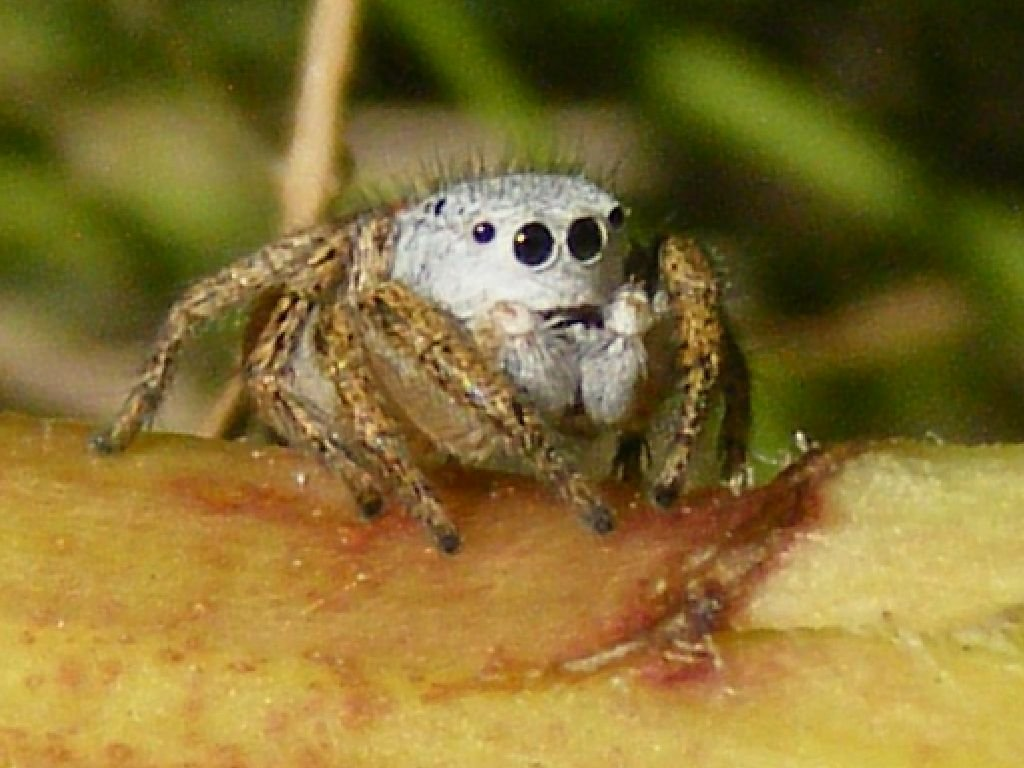
Habronattus decorus

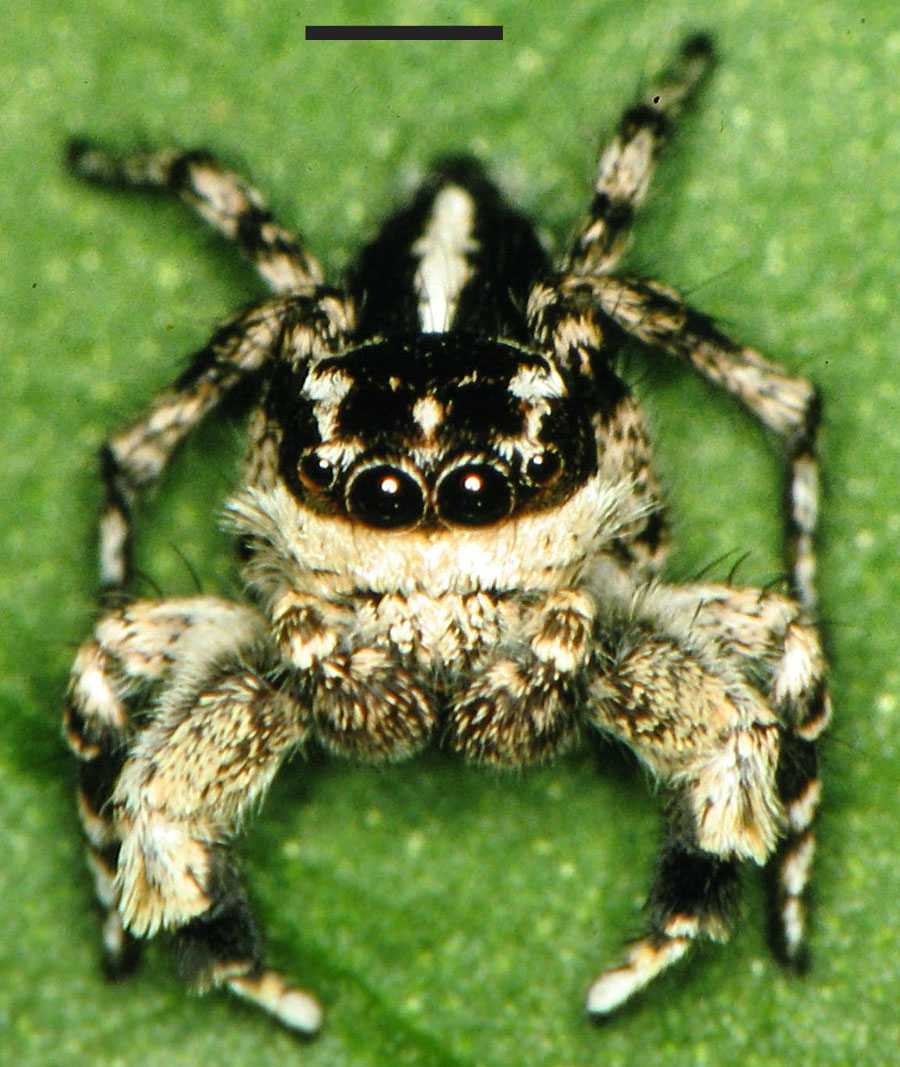
Habronattus georgiensis

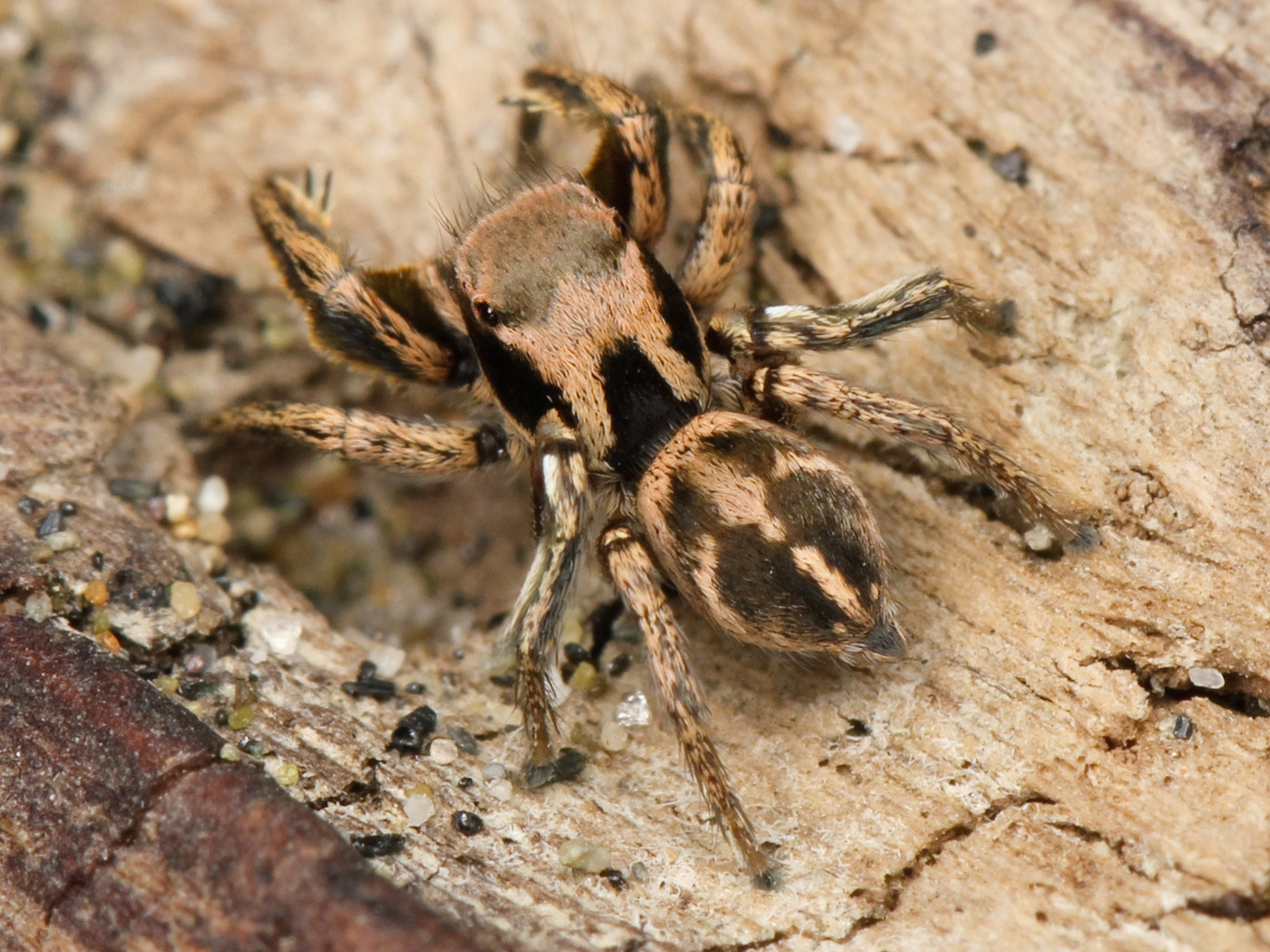
Habronattus klauseri

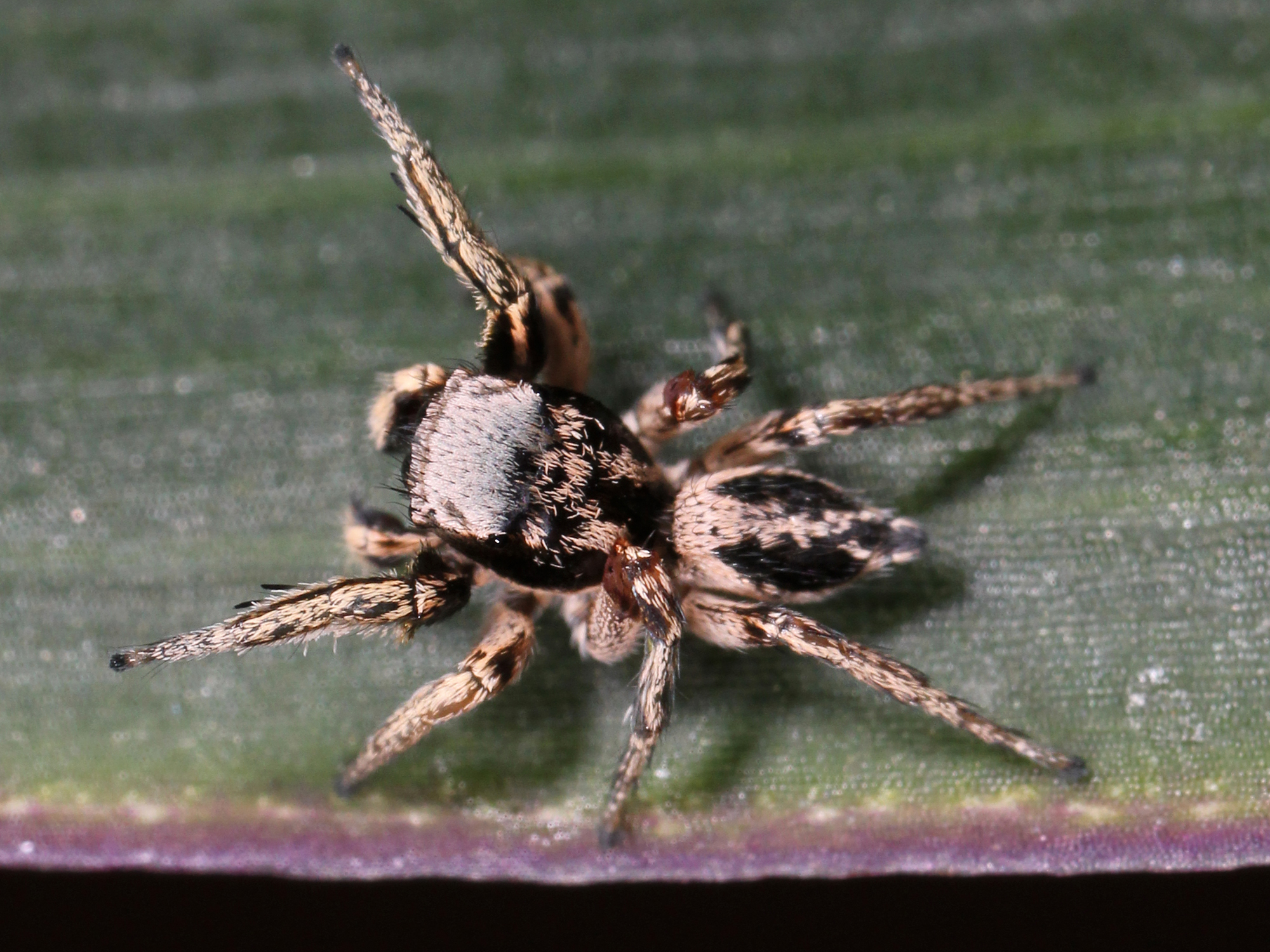
Habronattus mexicanus

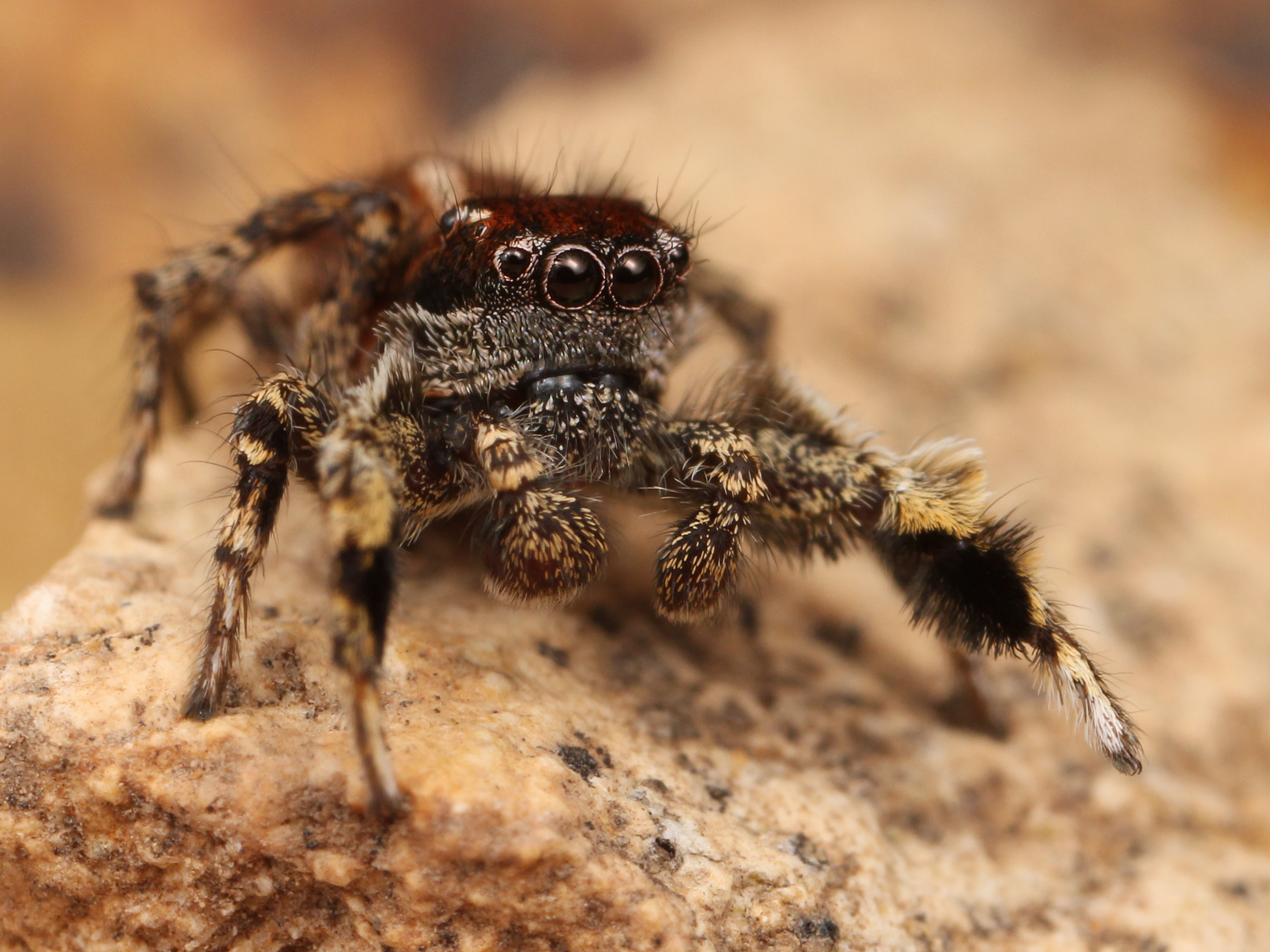
Habronattus peckhami

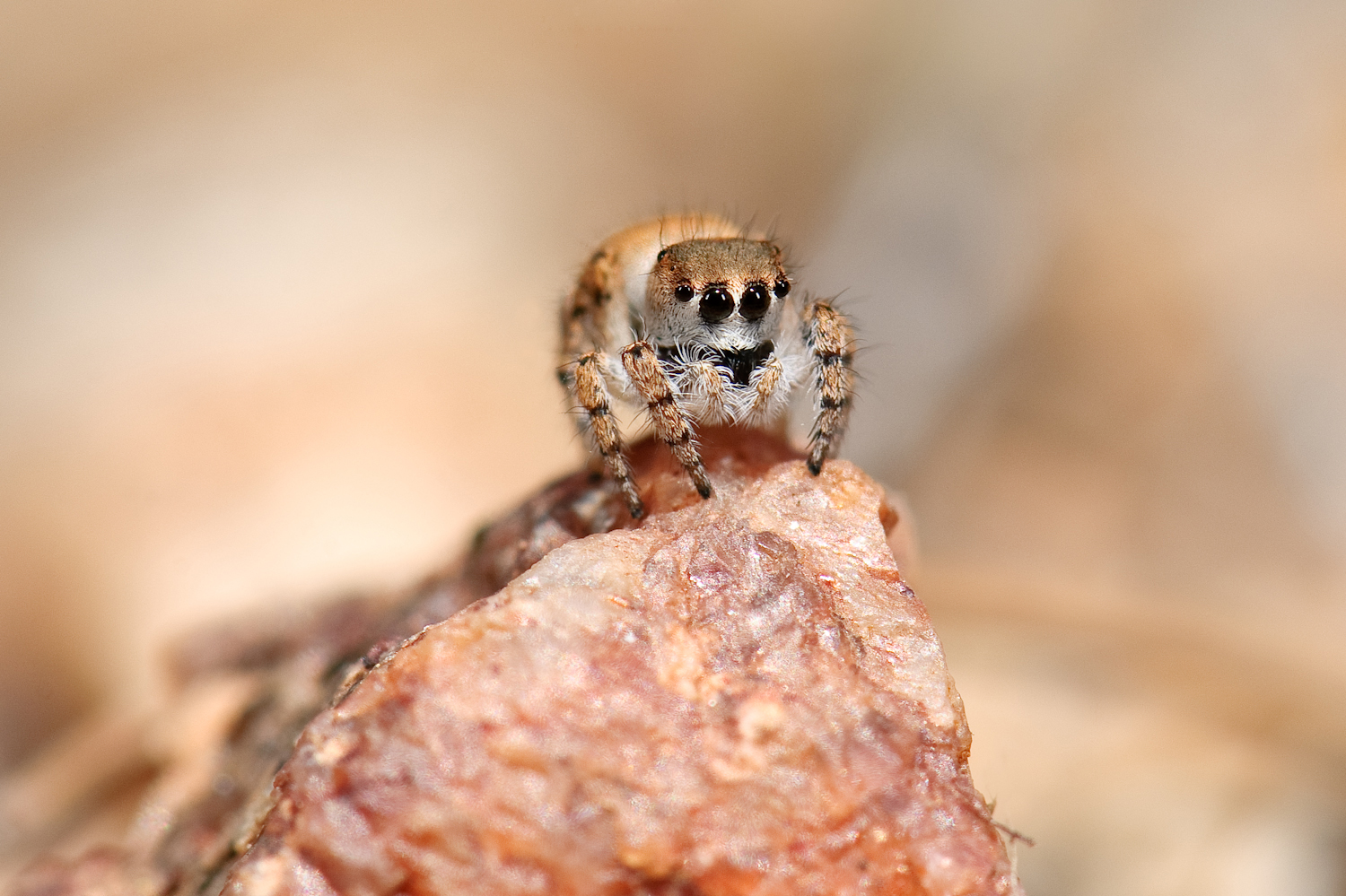
Habronattus ustulatus

## Liste des espèces
Selon World Spider Catalog (version 25.0, 22/05/2024) :
- Habronattus abditus Griswold, 1987
- Habronattus aestus Maddison, 2017
- Habronattus agilis (Banks, 1893)
- Habronattus alachua Griswold, 1987
- Habronattus altanus (Gertsch, 1934)
- Habronattus americanus (Keyserling, 1885)
- Habronattus amicus (G. W. Peckham & E. G. Peckham, 1909)
- Habronattus ammophilus (Chamberlin, 1924)
- Habronattus anepsius (Chamberlin, 1924)
- Habronattus arcalorus Maddison & Maddison, 2016
- Habronattus aztecanus (Banks, 1898)
- Habronattus ballatoris Griswold, 1987
- Habronattus banksi (G. W. Peckham & E. G. Peckham, 1901)
- Habronattus borealis (Banks, 1895)
- Habronattus brunneus (G. W. Peckham & E. G. Peckham, 1901)
- Habronattus bulbipes (Chamberlin & Ivie, 1941)
- Habronattus calcaratus (Banks, 1904)
- Habronattus californicus (Banks, 1904)
- Habronattus cambridgei Bryant, 1948
- Habronattus captiosus (Gertsch, 1934)
- Habronattus carolinensis (G. W. Peckham & E. G. Peckham, 1901)
- Habronattus carpus Griswold, 1987
- Habronattus chamela Maddison, 2017
- Habronattus ciboneyanus Griswold, 1987
- Habronattus clypeatus (Banks, 1895)
- Habronattus cockerelli (Banks, 1901)
- Habronattus coecatus (Hentz, 1846)
- Habronattus cognatus (G. W. Peckham & E. G. Peckham, 1901)
- Habronattus conjunctus (Banks, 1898)
- Habronattus contingens (Chamberlin, 1925)
- Habronattus cuspidatus Griswold, 1987
- Habronattus decorus (Blackwall, 1846)
- Habronattus delectus (G. W. Peckham & E. G. Peckham, 1909)
- Habronattus divaricatus (Banks, 1898)
- Habronattus dorotheae (Gertsch & Mulaik, 1936)
- Habronattus dossenus Griswold, 1987
- Habronattus elegans (G. W. Peckham & E. G. Peckham, 1901)
- Habronattus empyrus Maddison, 2017
- Habronattus encantadas Griswold, 1987
- Habronattus ensenadae (Petrunkevitch, 1930)
- Habronattus facetus (Petrunkevitch, 1930)
- Habronattus fallax (G. W. Peckham & E. G. Peckham, 1909)
- Habronattus festus (G. W. Peckham & E. G. Peckham, 1901)
- Habronattus formosus (Banks, 1906)
- Habronattus forticulus (Gertsch & Mulaik, 1936)
- Habronattus georgiensis (Chamberlin & Ivie, 1944)
- Habronattus geronimoi Griswold, 1987
- Habronattus gigas Griswold, 1987
- Habronattus gilaensis Maddison & Maddison, 2016
- Habronattus hallani (Richman, 1973)
- Habronattus hirsutus (G. W. Peckham & E. G. Peckham, 1888)
- Habronattus huastecanus Griswold, 1987
- Habronattus icenoglei (Griswold, 1979)
- Habronattus iviei Griswold, 1987
- Habronattus jucundus (G. W. Peckham & E. G. Peckham, 1909)
- Habronattus kawini (Griswold, 1979)
- Habronattus klauseri (G. W. Peckham & E. G. Peckham, 1901)
- Habronattus kubai (Griswold, 1979)
- Habronattus leuceres (Chamberlin, 1925)
- Habronattus luminosus Maddison, 2017
- Habronattus mataxus Griswold, 1987
- Habronattus mexicanus (G. W. Peckham & E. G. Peckham, 1896)
- Habronattus moratus (Gertsch & Mulaik, 1936)
- Habronattus mustaciatus (Chamberlin & Ivie, 1941)
- Habronattus nahuatlanus Griswold, 1987
- Habronattus nemoralis (G. W. Peckham & E. G. Peckham, 1901)
- Habronattus neomexicanus (Chamberlin, 1925)
- Habronattus nesiotus Griswold, 1987
- Habronattus notialis Griswold, 1987
- Habronattus ocala Griswold, 1987
- Habronattus ophrys Griswold, 1987
- Habronattus orbus Griswold, 1987
- Habronattus oregonensis (G. W. Peckham & E. G. Peckham, 1888)
- Habronattus paratus (G. W. Peckham & E. G. Peckham, 1896)
- Habronattus peckhami (Banks, 1921)
- Habronattus pochtecanus Griswold, 1987
- Habronattus pretiosus Bryant, 1947
- Habronattus pugillis Griswold, 1987
- Habronattus pyrrithrix (Chamberlin, 1924)
- Habronattus renidens Griswold, 1987
- Habronattus roberti Maddison, 2017
- Habronattus sabulosus (G. W. Peckham & E. G. Peckham, 1901)
- Habronattus sansoni (Emerton, 1915)
- Habronattus schlingeri (Griswold, 1979)
- Habronattus signatus (Banks, 1900)
- Habronattus simplex (G. W. Peckham & E. G. Peckham, 1901)
- Habronattus sugillatus Griswold, 1987
- Habronattus superciliosus (G. W. Peckham & E. G. Peckham, 1901)
- Habronattus tarascanus Griswold, 1987
- Habronattus tarsalis (Banks, 1904)
- Habronattus texanus (Chamberlin, 1924)
- Habronattus tlaxcalanus Griswold, 1987
- Habronattus tranquillus (G. W. Peckham & E. G. Peckham, 1901)
- Habronattus trimaculatus Bryant, 1945
- Habronattus tuberculatus (Gertsch & Mulaik, 1936)
- Habronattus ustulatus (Griswold, 1979)
- Habronattus velivolus Griswold, 1987
- Habronattus venatoris Griswold, 1987
- Habronattus virgulatus Griswold, 1987
- Habronattus viridipes (Hentz, 1846)
- Habronattus waughi (Emerton, 1926)
- Habronattus zapotecanus Griswold, 1987
- Habronattus zebraneus F. O. Pickard-Cambridge, 1901

## Systématique et taxinomie
Ce genre a été décrit par F. O. Pickard-Cambridge en 1901 dans les Salticidae. Il est placé en synonymie avec Pellenes par Peckham et Peckham en 1901. Il est relevé de synonymie par Griswold en 1987.

## Publication originale
- F. O. Pickard-Cambridge, 1901 : « Arachnida - Araneida and Opiliones. » Biologia Centrali-Americana, Zoology, London, vol. 2, p. 193-312 (texte intégral).